# Korana Ugrina
Korana Ugrina (Zagreb, 1997.), hrvatska je kazališna, televizijska i filmska glumica.

## Životopis
Rođena u Zagrebu 1997. godine. Kći je glumice Ksenije Marinković i glumca Kristijana Ugrine. Maturirala na Četvrtoj gimnaziji u Zagrebu. Nakon mature godinu dana studira Poljski i Slovački jezik i književnost na Filozofskome fakultetu u Zagrebu. Godine 2017. iz prvog pokušaja upisala je studij Glume na Akademiji dramskih umjetnosti, gdje je diplomirala 2022. u klasi prof. Krešimira Dolenčića.

## Filmografija

### Televizijske uloge
- "Oblak u službi zakona" kao Mirjana (2022.)
- "Ko te šiša" kao emigrantica / mlada mušterija (2019.)
- "Čuvar dvorca" kao Bišćanova kći (2017.)
- "Crno-bijeli svijet" kao Korana / Curka #1 (2016. - 2021.)

### Filmske uloge
- "Tost" kao Julija (kratki film) (2018.)
- "Premještanje" (kratki film) (2017.)
- "Ljubav ili smrt kao Ema (2014.)
- "Sami" (2001.)

## Vanjske poveznice
- Korana Ugrina u internetskoj bazi filmova IMDb-u (engl.)